# Tonami
Tonami (砺波市, Tonami-shi) est une ville située dans la préfecture de Toyama, au Japon.

## Géographie

### Situation
Tonami est située dans l'ouest de la préfecture de Toyama, à environ 20 kilomètres au sud-ouest de la ville de Toyama.

### Démographie
En mai 2023, la population de la ville de Tonami était de 47 203 habitants répartis sur une superficie de 127,03 km2.

### Climat
Tonami a un climat continental humide caractérisé par des étés doux et des hivers froids avec de fortes chutes de neige. La température moyenne annuelle est de 13,8 °C. La pluviométrie annuelle moyenne est de 2 414 mm, septembre étant le mois le plus humide.

### Hydrographie
La ville est traversée par le fleuve Shō.

## Histoire
La région de Tonami faisait partie de l'ancienne province d'Etchū et était incluse au domaine de Kaga pendant l'époque d'Edo. Le bourg moderne de Tonami a été fondé le 1er avril 1952 de la fusion du bourg de Demachi avec les villages de Gokaya, Aburaden, Shoge, Nakamura et Hayashi. Tonami a acquis le statut de ville en 1954.

## Culture locale et patrimoine

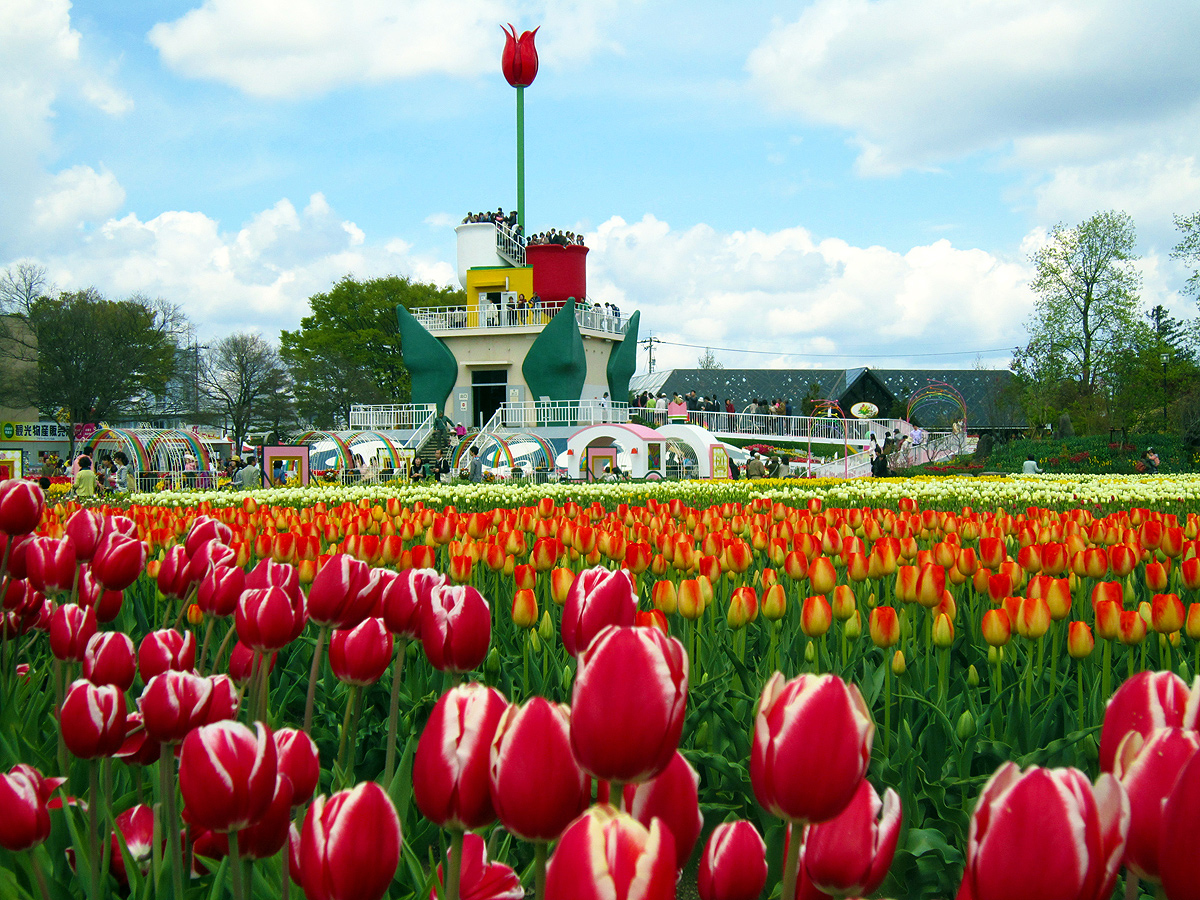
Fête des tulipes de Tonami.

Chaque année de fin avril à début mai, la "fête des tulipes de Tonami" se déroule dans le parc des tulipes de Tonami.

## Transports
Tonami est desservie par la ligne Jōhana de la JR West. 

## Jumelages
Tonami est jumelée avec :
- Lisse (Pays-Bas)
- Panjin (Chine)
- Yalova (Turquie)